# Kingston (Mississippi)
Kingston (auch Jersey Town genannt) ist eine Unincorporated Community im Adams County, Mississippi in den Vereinigten Staaten.
Die Siedlung wurde 1784 im damaligen Britisch-Westflorida gegründet und war eine der ersten Niederlassungen weißer Siedler im Adams County.

## Geschichte
Das Gebiet wurde 1772 durch Richard und Samuel Swayze aus New Jersey besiedelt, die 1900 Acre (770 Hektar) Land erwarben. Eine Reihe von Familien aus New Jersey folgte ihnen und; die Schauspieler William Holden und Patrick Swayze sind Nachkömmlinge von ihnen.
Im Jahr 1773 organisierte Samuel Swayze, ein kongregationaler Pastor die damals erste protestantische Kirche in Britisch-Westflorida. Die Kirche bestand allerdings nur bis zu seinem Tod im Jahr 1784.
Ein früher Siedler, Caleb King, legte 1784 den Grundstein für Kingston und benannte sie nach sich selbst. King war von Beruf Landvermesser und kam in die Niederlassung der Siedler aus New Jersey, um das von ihnen neu erworbene Land zu vermessen. King kehrte noch kurz nach New Jersey zurück, um dort Richard Swayzes Tochter Mary zu heiraten; danach kehrte das Paar nach Mississippi zurück.
Tobias Gibson, der Gründer von Port Gibson, Mississippi, gründete 1799 im Kingston eine methodistische Kirche. Die Kingston Methodist Church wurde um 1802 aus Baumstämmen erbaut, und ihre Errichtung war die erste einer protestantischen Gemeinde im damaligen Mississippi-Territorium. 1822 stiftete Caleb Kings Schwiegersohn Daniel Farrar ein Stück Land, auf dem aus Backsteinen gebaute Kirche erbaut wurde.
Kingston prosperierte in den ersten Jahrzehnten des 19. Jahrhunderts. 1824 gab es drei Kaufhäuser und eine Reihe von Geschäften, und die Ortschaft hatte etwa 150 Einwohner. 1840 zerstörte ein Tornado den größten Teil von Kingston. Zu Beginn des 20. Jahrhunderts gab es in Kingston nur noch eine Arztpraxis, die Kirche und ein Wohnhaus.

## Gegenwart
Die Kingston Methodist Church und der Friedhof befinden sich auf der Südseite der Siedlung. Sie wurden 1982 in das National Register of Historic Places aufgenommen.
Das Feuerwehrhaus der Freiwilligen Feuerwehr befindet sich westlich des Siedlungskerns.

## Belege
1. 1 2 3  Dunbar Rowland: Mississippi.Comprising Sketches of Counties, Towns, Events, Institutions, and Persons, Arranged in Cyclopedic Form. Band 1. Southern Historical Publishing Association, Atlanta 1907, S. 1001–1002 (englisch, Textarchiv – Internet Archive).
2. 1 2 3 4  Henry B. Eaton: Old England, New England, The “Deep South,” The “North” America. (PDF) In: Descendants of The Jersey Settlers – Kingston, Adams County, Mississippi. Descendants of The Jersey Settlers Organization, abgerufen am 24. Oktober 2016.
3. ↑  Goodspeed's: Biographical and Historical Memoirs of Mississippi. Band II, Teil I. Goodspeed Pub. Co., Chicago 1891, S. 159 (babel.hathitrust.org).
4. ↑  Wendy Leigh: Patrick Swayze. One Last Dance. Simon and Schuster, New York 2009, ISBN 978-1-4391-4997-3, S. 6 (englisch, books.google.ca – Leseprobe, keine Seitenansicht).
5. 1 2 3 4 5  Karen O’Neal: The Jersey Settlers. In: Countryroads Magazine. 31. März 2014.
6. ↑  Kingston Church. In: Geographic Names Information System. United States Geological Survey, United States Department of the Interior (englisch).
7. ↑  Kingston Cemetery. In: Geographic Names Information System. United States Geological Survey, United States Department of the Interior (englisch).
8. ↑  Kingston Volunteer Fire Department. In: Geographic Names Information System. United States Geological Survey, United States Department of the Interior, abgerufen am 16. November 2016 (englisch).